# Campionato Sammarinese di Calcio 2007/2008
Campionato Sammarinese di Calcio (San Marinos fotbollsmästerskap) säsongen 2007/2008, var den tjugotredje sedan starten. Säsongen startade 21 september 2007 och avslutades 20 april 2008. SS Murata försvarade framgångsrikt deras titel när de vann mot Juvenes/Dogana i finalen. Det blev deras andra titel.

## Tävlande lag
Eftersom det inte finns några högre eller lägre ligor, är det samma lag som spelade säsongen 2006/2007. Namnet inom parentes visar vilken stad/ort laget kommer från.

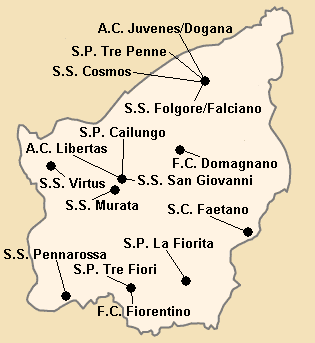
Karta som visar varifrån de olika lagen kommer.

### Grupp A (8 lag)
- S.P. Cailungo (Borgo Maggiore)
- F.C. Domagnano (Domagnano)
- S.S. Folgore/Falciano (Serravalle)
- F.C. Fiorentino (Fiorentino)
- A.C. Juvenes/Dogana (Serravalle)
- S.S. Pennarossa (Chiesanuova)
- S.P. Tre Fiori (Fiorentino)
- S.P. Tre Penne (Serravalle)

### Grupp B (7 lag)
- S.S. Cosmos (Serravalle)
- S.C. Faetano (Faetano)
- S.P. La Fiorita (Montegiardino)
- AC Libertas (Borgo Maggiore)
- S.S. Murata (San Marino)
- S.S. San Giovanni (Borgo Maggiore)
- S.S. Virtus (Acquaviva)

## Slutspel

### Första matchen
| La Fiorita | 3-4 | Juvenes/Dogana |
| Tre Fiori  | 1-0 | Faetano        |

### Andra matchen
| Tre Penne | 1-5    | Juvenes/Dogana |
| Murata    | 2-2    | Tre Fiori      |
|           | (6-3p) |                |

### Tredje matchen
| Tre Penne | 1-2 | Faetano    |
| Tre Fiori | 1-0 | La Fiorita |

### Fjärde matchen
| Juvenes/Dogana | 0-2 | Murata |

| Faetano | 2-1 | Tre Fiori |

### Semifinal
| Faetano | 0-1 | Juvenes/Dogana |

### Final
| Murata | 2-1 | Juvenes/Dogana |